# کادوکاوا شوتن
کادوکاوا شوتن (به ژاپنی: 株式会社角川書店, Kabushiki-gaisha) یک نشریه بزرگ و مشهور ژاپنی که مرکز آن در شهر توکیو می‌باشد. نشریات کادوکاوا شوتن شامل رمان و مجله مانگا، کتاب که عموماً در زمینه ادبیات و کمیک است، بازی رایانه‌ای و محصولاتی از این قبیل می‌باشد. همچنین برخی از مجلات آن در آمریکا، کره و تایوان به عنوان نسخه‌های خارجی منتشر می‌شوند.

## لیست برخی از محصولات
- آخرین تبعیدی
- سرنوشت/شب ماندن
- کابوی بیباپ
- کد گیاس
- گوسیک
- دبیرستان مردگان
- رؤیاهای هاروهی سوزومیا
- نئون جنسیس اونگلیون[۳]